# Comune di Nordfyns
Il comune di Nordfyns è un comune della Danimarca situato sull'isola di Fionia nella regione della Danimarca Meridionale (Syddanmark).
Capoluogo e sede amministrativa è la città di Bogense.
Il comune è stato costituito in seguito alla riforma amministrativa del 1º gennaio 2007 accorpando i precedenti comuni di Bogense, Otterup e Søndersø.

## Centri abitati
I centri abitati principali del comune sono:
- Otterup (5 270)
- Bogense (4 060)
- Søndersø (3 336)
- Morud (1 973)